# Ньямаагійн Алтанхуяг
Ньямаагійн Алтанхуяг (27 вересня 1970) — монгольський боксер, призер чемпіонату Азії та Азійських ігор.

## Аматорська кар'єра
На Олімпійських іграх 1988 в категорії до 54 кг переміг Гжегожа Яблонського (Польща) та Джона Лові (Ірландія), а у чвертьфіналі програв Пхачон Мунсан (Таїланд).
На Азійських іграх 1990 завоював бронзову медаль, програвши у півфіналі Куніхіро Міура (Японія).
На чемпіонаті світу 1991 програв в першому бою Вукашину Добрасиновичу (Югославія).
На чемпіонаті Азії 1992 переміг трьох суперників і програв у фіналі, отримавши срібну медаль.
На Олімпійських іграх 1992 здобув перемогу над Вілайфон Хамсават (Лаос) і програв Пітеру Річардсону (Велика Британія).